# Zuilen (Utrecht)
Zuilen is een wijk in de stad Utrecht. Volgens de officiële indeling van de gemeente is het een subwijk van de wijk Noordwest.

## Buurten
Volgens de gemeentelijke indeling bestaat Zuilen uit de volgende buurten:
- Julianapark en omgeving
- Elinkwijk en omgeving
- Prins Bernhardplein en omgeving
- Geuzenwijk (voormalig Betonbuurt)
- De Driehoek
- Schaakbuurt en omgeving
- Queeckhovenplein en omgeving
- Zuilen-Noord

## Ligging
Zuilen wordt enerzijds begrensd door de rivier Vecht en het spoor, door het Amsterdam-Rijnkanaal, de Marnixlaan, en de gemeentegrens aan de noordkant. Omliggende gebieden zijn Ondiep, Schepenbuurt, Overvecht en Oud-Zuilen.
Een deel van de wijk Zuilen is een beschermd stadsgezicht.

## Geschiedenis
De huidige Utrechtse wijk vormde tot 1954 samen met het dorp Oud-Zuilen en het industrieterrein Lage Weide de zelfstandige gemeente Zuilen. De huidige wijk Zuilen ontstond aan het begin van de twintigste eeuw door uitbreiding van het oude dorp ten behoeve van arbeiders van de bedrijven Werkspoor en Demka die zich aan het Amsterdam-Rijnkanaal vestigden. In 2001 kwam een deel van het industrieterrein van Maarssen in handen van Utrecht.
De uitbreiding stond eigenlijk geheel los van het oude dorp en werd daarom Nieuw Zuilen genoemd. Tegenwoordig heet de wijk kortweg Zuilen en benadrukt alleen de toevoeging bij het oude dorp Oud-Zuilen het onderscheid. 

## Kenmerken
De monumentale 'As van Berlage' en de Amsterdamsestraatweg zijn zeer bepalend voor de ruimtelijke structuur van de wijk. Zuilen wordt getypeerd door arbeiderswoningen uit de jaren 1910 tot en met 1935. In het noordelijk deel van de wijk zijn naoorlogse flats te vinden. De afgelopen jaren zijn er in het kader van stadsvernieuwing vele nieuwbouwprojecten opgeleverd. Daarbij is zwembad Het Noorderbad (1934) in 1990 opgeheven en gesloopt. Het zwembad beschikte over een bassin voor dames en een bassin voor heren. Op de plek van het zwembad ligt nu een speeltuin.